# Univerza Britanske Kolumbije
Univerza Britanske Kolumbije (angleško University of British Columbia, UBC) je javna raziskovalna univerza s sedežem v Vancouvru v kanadski provinci Britanska Kolumbija. S preko 50.000 študenti je ena največjih javnih izobraževalno-raziskovalnih ustanov v Severni Ameriki, organizirana je v dveh glavnih kampusih v Vancouvru in mestu Kelowna na jugu province. Znana je tudi po eni največjih knjižnic v državi in enem najbolje opremljenih računalniških centrov.
Ustanovljena je bila leta 1908 z odlokom provincialne vlade. Začetek delovanja je zamaknil izbruh prve svetovne vojne, zato je z delovanjem pričela šele 1915 na lokaciji v soseski Fairview, kjer je prej deloval kolidž, povezan z Univerzo McGill. Jedro nove univerze so predstavljali kolidži Univerze McGill, Univerze v Torontu in Univerze McMaster, ki so prej ponujali visokošolsko izobraževanje v Britanski Kolumbiji. Leta 2005 ji je bil priključen Univerzitetni kolidž Okanagan v Kelowni v notranjosti province, ki sedaj predstavlja ločeni kampus.
Po akademskih in raziskovalnih dosežkih se uvršča blizu vrha različnih lestvic svetovnih univerz. Tu je kot profesor deloval kemik Michael Smith, ki je leta 1993 prejel Nobelovo nagrado za kemijo.